# Chola
La dinastia Chola (tàmil: சோழர் குலம் - anglès: Chola) fou una gran nissaga que es va originar en una part del sud de l'Índia equivalent a grans trets al modern Tamil Nadu. Claudi Ptolemeu els esmenta com a Chorai; Plini el Vell com a Sara; i el peregrí xinès Hiuen Tsiang com a Choliya. Les referències més antigues d'aquesta dinastia es troben en inscripcions del temps d'Asoka, al segle iii aC. La dinastia Chola es va mantenir fins al segle xiv, quan va ser destruïda per les invasions musulmanes.

## L'Imperi Chola

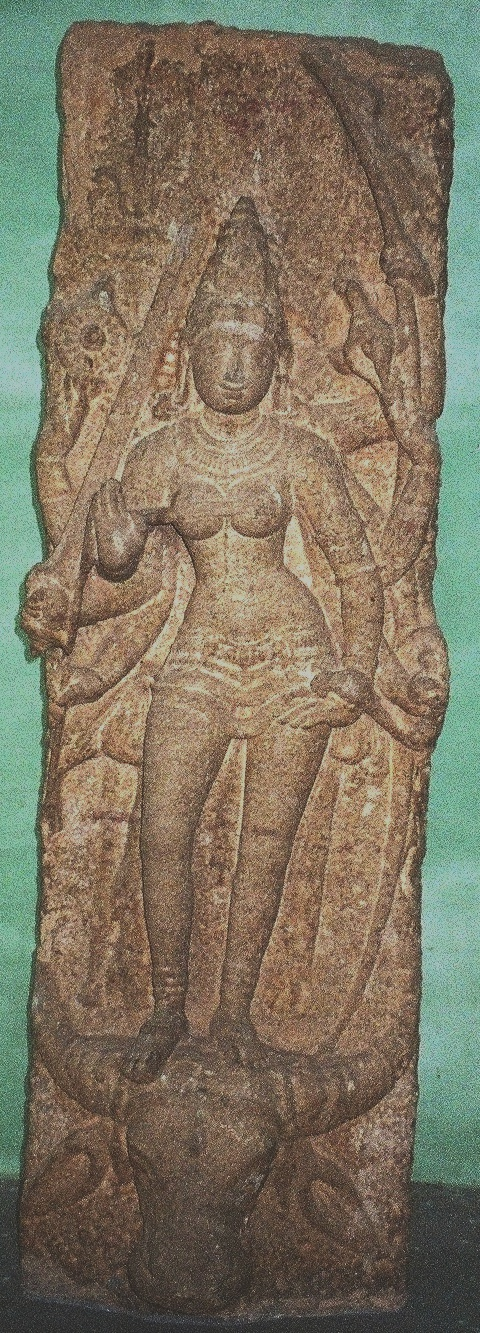
Durga; escultura Chola

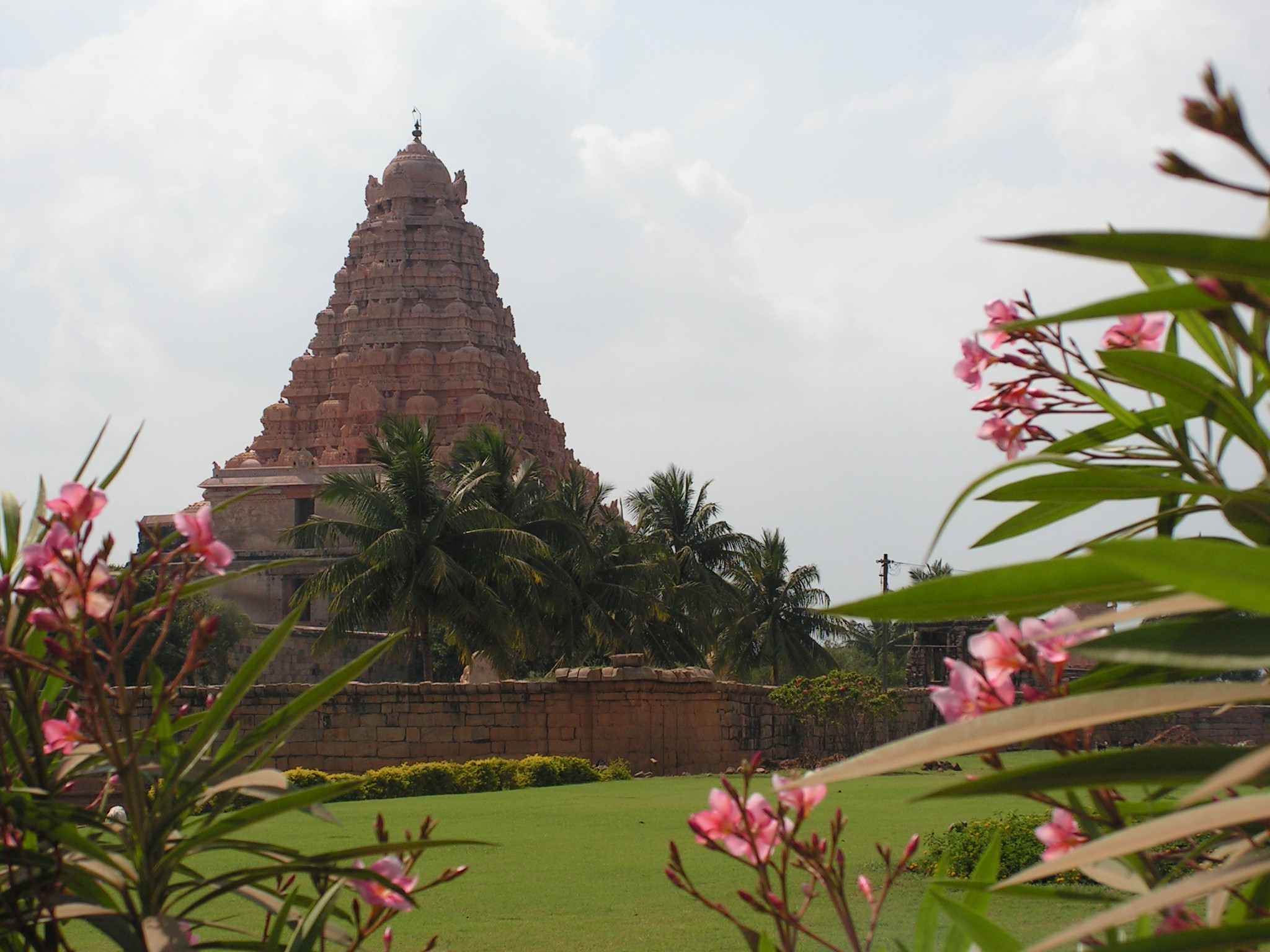
Temple de GangaikondaCholapuram

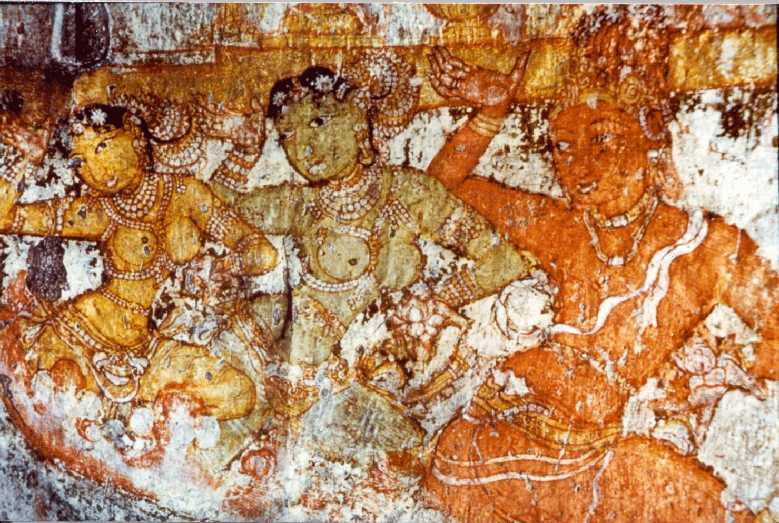
Fresc Chola del temple Brihadiswara, Thanjavur

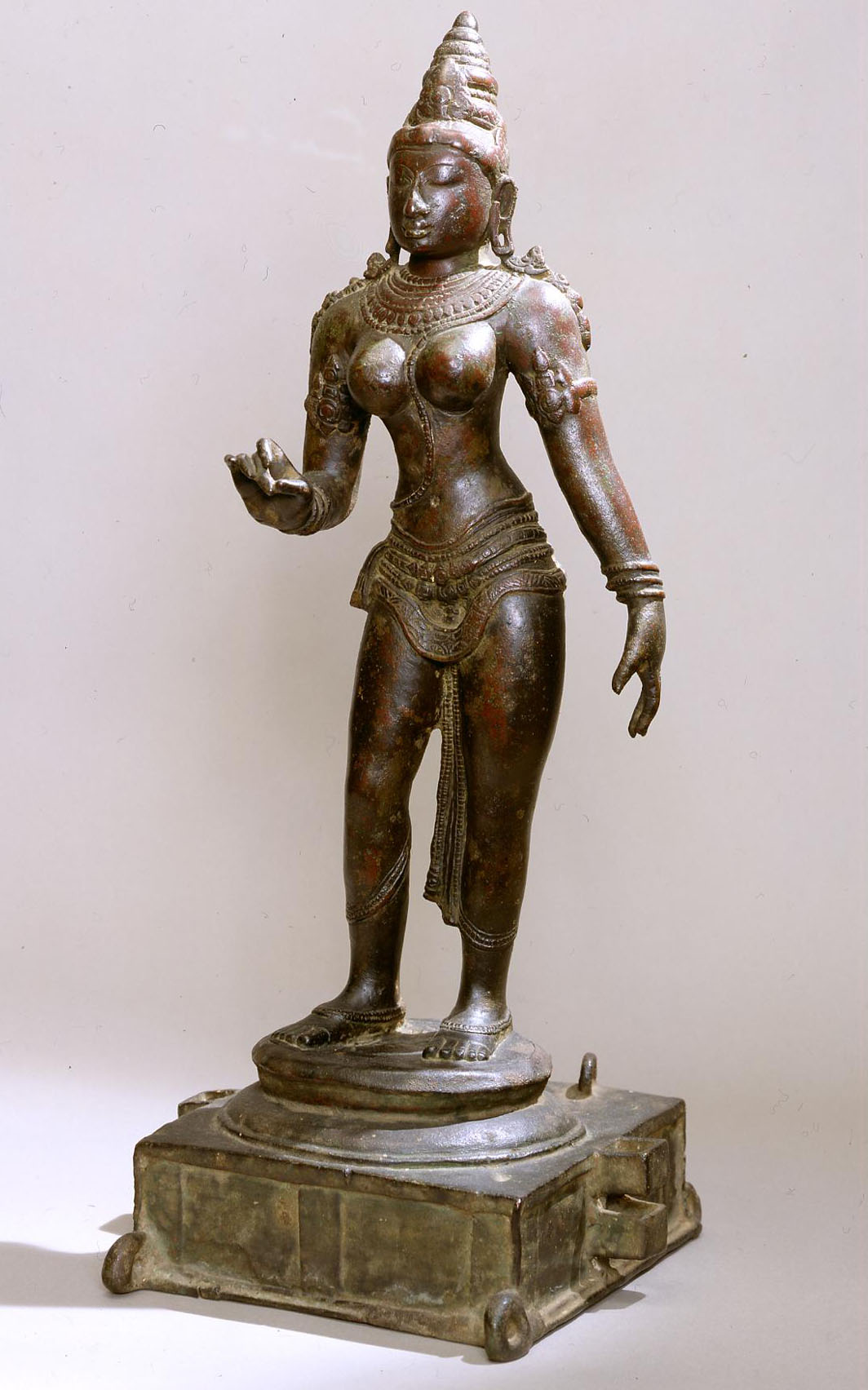
Parvatí; bronze Chola

A Tamil Nadu, el període Chola es considera com un dels moments més esplendorosos de la cultura dràvida. La capital de l'Imperi Chola es trobava en un lloc proper a Tiruchirappal·li. Durant el període de Rajaraja I, l'Imperi Chola es va estendre a l'Àsia del sud-est, Sri Lanka i les Maldives.

L'era de l'Imperi Chola (சோழ நாடு), aproximadament entre 850 i el 1200, fou l'edat d'or de la cultura dels tàmils. La llengua tàmil es va desenvolupar i consolidar amb molts autors que varen crear una extensa literatura. Les obres clàssiques de la literatura Chola que s'han preservat són principalment manuscrits de fulla de palmera (Borassus flabellifer). Les inscripcions Chola en pedra citen moltes obres literàries, una part de les quals s'han perdut, com Rajarajesvara Natakam; Viranukkaviyam, de Virasola Anukkar i Kannivana Puranam, una obra de literatura popular.

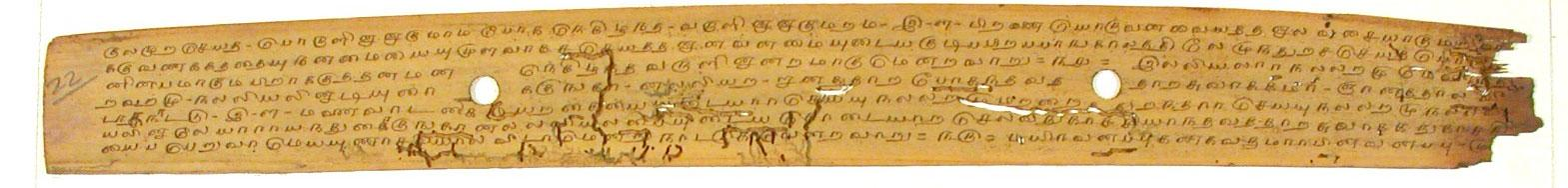
Sirupantxamulam (சிறுபஞ்சமூலம்). Manuscrit de literatura Chola de fulla de palmera, segles I - VI

## Administració i societat

### Territori Chola
Segons la tradició tàmil, el país Chola comprenia la regió que inclou l'actual districte de Tiruchirapal·li, el districte de Tiruvarur, el districte de Nagapattinam, el districte d'Ariyalur, el districte de Perambalur, el districte de Pudukkottai, el districte de Thanjavur a Tamil Nadu i el districte de Karaikal. El riu Kaveri i els seus afluents dominen aquest paisatge de camp generalment pla que s'enfila gradualment cap al mar, sense la presència de grans turons o valls. El riu, que també es coneix com el riu Ponni (daurat), va tenir un lloc especial en la cultura dels Chola. Les inundacions anuals al Kaveri era el motiu d'una celebració, coneguda com Adiperukku, en la qual hi participava tota la nació.
Kaveripoompattinam, a la costa prop del delta del Kaveri, era una ciutat portuària important. Assabentat d'això, Ptolemeu, que l'anomenava Khaberis, la considerava un dels centres més importants del domini Chola, juntament amb i altra ciutat portuària de Nagappattinam. Aquestes dues ciutats es van convertir en centres de comerç i van atreure moltes religions, inclòs el budisme. Els vaixells romans van arribar fins aquests ports. S'han trobat monedes romanes que daten dels primers segles de la nostra era prop del delta del Kaveri.
Altres ciutats importants eren Thanjavur, Uraiyur i Kudanthai, ara conegudes com a Kumbakonam. Després que Rajendra I Chola traslladés la capital a Gangaikonda Cholapuram, Thanjavur va perdre la seva importància.

## Història

### Orígens
Hi ha molt poques proves escrites dels Chola abans del segle VII d.C. Les principals fonts d'informació sobre els primers Chola són l'antiga literatura tàmil del període Sangam (c. 600 aC), tradicions orals, textos religiosos, temples i inscripcions de coure. Els Chola medievals posteriors van reclamar un llinatge llarg i antic. Surten esmentats als Edictes d'Aixoka (inscrits entre el 273 aC i el 232 aC) com un dels veïns del sud de l'Imperi Màuria (Edicte núm. 13 d'Ashoka Major Rock), que, tot i no estar subjectes a Aixoka, hi tenien una relació amistosa. També hi ha breus referències al país dels Chola i als seus pobles, ports i comerç al Periple de la Mar Eritrea (Periplus Maris Erythraei), i en l'obra una mica posterior del geògraf Ptolemeu. Mahavansa, un text budista escrit durant el segle V aC, relata diversos conflictes entre els habitants de Sri Lanka i els Chola al segle I aC.
Una visió comuna és que Chola és, com Chera i Pandya, el nom d'una família o clan governant de l'antiguitat immemorial. L'anotador Parimelazhagar va dir: "La caritat de les persones amb un llinatge antic (com els Chola, els Pandya i els Chera) són per sempre generosos malgrat els seus mitjans reduïts". Altres noms d'ús comú per als Chola són Txoda, Killi (கிள்ளி), Valavan (வளவன்), Sembiyan (செம்பியன்) i Cenni. Killi potser prové del tàmil kil (கிள்) que significa excavar o tallar, i transmet la idea d'un excavador o treballador de la terra. Aquesta paraula sovint forma part integral dels primers noms Chola com Nedunkilli, Nalankilli, etc., però gairebé deixa d'utilitzar-se en èpoques posteriors. Valavan probablement està relacionat amb "valam" (வளம்) - fertilitat i significa propietari o governant d'un país fèrtil. En general, Sembiyan s'entén com un descendent de Shibi, un heroi llegendari l'autosacrifici del qual per salvar un colom de la persecució d'un falcó, que figura entre les primeres llegendes Chola i és el tema del Sibi Jataka entre les històries de Jataka del budisme. En lèxic tàmil Chola significa Soazhi o Saei, que denota un regne recentment format, en les línies de Pandya o el vell país. Cenni en tàmil significa "cap".

### Primers Chola
Els primers Chola, un dels tres regnes principals de Tamilakam juntament amb els Pandya i els Chera van governar abans del segle iii, anterior i posterior al període Sangam (600 aC-300 dC). Les seves primeres capitals van ser Urayur o Tiruchirappal·li i Kaveripattinam. La història dels primers Chola es remunta al període en què els registres escrits eren escassos. El primer rei important és Elalan, que va conquerir el Regne d'Anuradhapura a Sri Lanka el 161 aC després d'envair Rajarata i ocupar l'antiga capital Anuradhapura derrotant el rei Asela. Karikala va ser el rei més destacat, va derrotar una aliança liderada pels governants Pandya i Uthiyan Cheralathan a la batalla de Venni de 190 aC, i se li atribueix la construcció dels dics del riu Kaveri i la conquesta de Tamilakam, Telangana i Sri Lanka. A les plaques del temple de Thiruvalangadu de Rajendra I Chola, els Cholas medievals Tamils esmentaven Karikala com un dels seus avantpassats, i diverses dinasties telugu també es van reclamar descendents de Karikala.
Nedunj Txeliyan III, considerat el més gran de tots els reis pandyes va envair i derrotar una coalició de Cheres, Chola i cinc altres regnes a la gran batalla de Talaialanganam, annexionant diversos territoris.

### Interregne kalabhra
Hi ha un espai d'uns sis-cents anys sense notícies entre el 200 i el 800, en què se suposa que els kalabhres van dominar el país (vers 300-600) fins que foren desplaçats pels pal·laves i els pandyes. A causa de la invasió de la dinastia Kalabhra i el creixent poder dels pal·laves, els Chola van emigrar de la seva terra natal Uraiyur al país telugu i van governar des d'allà com a caps dels pal·laves almenys des del 540 d.C.

### L'imperi Chola
A mitjans del segle IX hi va haver una gran lluita entre els pal·laves que havien governat la major part del sud de l'Índia durant tres segles i els pandyes per la supremacia política del sud de l'Índia, i el Chola Vijayalaya va l'oportunitat d'aixecar-se i establir el regne Chola a Thanjavur com a vassall del pal·lava Nandivarman III.
El rei Pandya Varaguna II va intentar forçar el rei pal·lava Aparajita a sotmetre's i Aditya I, el fill de Vijayalaya, aleshores vassall dels pal·laves van venir en la seva ajuda, com el rei de Ganga Occidental Prithvipati I. Els Pandya van ser derrotats a la batalla de Thirupurambiyam el 879 i els pal·laves, tot i que victoriosos, es van veure obligats a fer grans concessions als Chola. Aditya I no es va conformar amb la seva posició subordinada i planejava enderrocar els pal·laves. Va envair Tondaimandalam el 897 i en una batalla que va seguir, es va llançar sobre Aparajita quan estava muntat en un elefant i el va matar. Tot el regne pal·lava es va convertir ara en territori Chola. El rei del Ganga occidental Prithvipati II va reconèixer la sobirania d'Aditya I. A continuació, Aditya va conquerir el Kongu Nadu del rei pandya Parantaka Viranarayana i es va casar amb una filla de Krishna II, l'emperador Raixtrakuta.

Territoris de Rajendra I Chola vers 1030

Rajaraja I i Rajendra I Chola ampliarien la dinastia al seu estat imperial al segle XI, creant un imperi influent al golf de Bengala. El Temple Brihadeeswarar també es va construir en aquesta època. L'imperi de Rajaraja abastava amplis territoris, incloses regions del país dels Pandya, el país Chera i el nord de Sri Lanka, i va estendre la seva influència sobre illes estratègiques com Lakshadweep, l'atol Thiladhunmadulu i parts de les Maldives a l'oceà Índic. Les seves conquestes no es van limitar al sud; també va llançar campanyes reeixides contra els Gangas occidentals i els Chalukya Occidentals, estenent l'autoritat de Chola fins al riu Tungabhadra i consolidant la posició de Raja Raja I Narendra al capdavant dels Chalukya Occidentals. A l'est, Rajaraja es va enfrontar a una ferotge oposició del rei Telugu Jata Choda Bhima pel control de Vengi, una regió d'importància estratègica important pel seu accés als recursos i les rutes comercials, i que Rajaraja conquerí en 999.
Rajendra I Chola va succeir al seu pare Rajaraja I el 1014. Durant el seu regnat, va estendre la influència dels Chola a les ribes del riu Ganges al Nord de l'Índia i a través de l'oceà Índic a l'oest, fent de l'imperi Chola un dels imperis més potents de l'Índia. Les conquestes de Rajendra van incloure les Illes Andaman i Nicobar, Sri Lanka, Maldives, i va envair i assaltar amb èxit els territoris de Srivijaya a Malàisia, Indonèsia i Tailàndia del sud a l'Àsia Sud-oriental. El Chola van percebre tribut de Tailàndia i del regne khmer de Cambodja. Va derrotar a Mahipala, el rei Pala de Bengala i Bihar, i per commemorar la seva victòria va construir una ciutat i nova capital anomenada Gangaikondapuram.

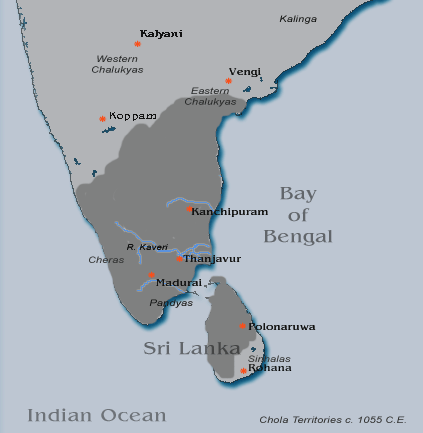
Dominis de Rajadhiraja I vers 1055

Rajadhiraja I, comandant hàbil al camp de batalla, volia sotmetre el creixent poder de l'Imperi dels Chalukya Occidentals i restaurar la influència Chola amb els Chalukyes Orientals de Vengi. Va ser capaç de mantenir el vast i expansiu imperi, i cap al final del seu regnat, el 1046 va saquejar Kalyani, la capital de l'Imperi dels Chalukya Occidentals després de la batalla de Pundur. El seu successor Rajendra II Deva, durant el seu curt regnat va mantenir l'imperi Chola intacte.
Es creu que el nom de Coromandel que es dona a la costa oriental de l'Índia derivaria de Cholamandalam (Regne dels Chola). El seu rei més important fou Kulottunga I (1064-1113).
Els contratemps patits durant els darrers anys de Kulottunga I van deixar un imperi afeblit. Els successors de Kulothunga, Vikrama Chola i Kulottunga II Chola eren líders capaços i compassius que tenien cura de no implicar els seus súbdits en guerres innecessàries i invencibles. Rajaraja II, Rajadhiraja II i Kulottunga II Chola van tenir papers actius en la política del ressorgiment emergent dels Pandyas. Mentrestant, la successió de Chola s'estava fent cada cop més tèrbola amb disputes i intrigues durant els períodes de Rajadhiraja II i Kulottunga III.

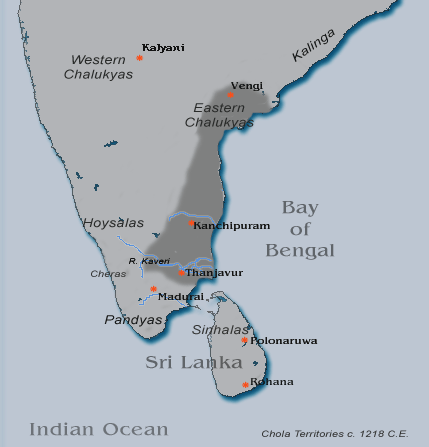
Territori dels Chola durant el govern de Kulottunga III, cap al 1219

Després del 1279, va començar una ràpida decadència a causa dels atacs dels pandyes de Madurai, els hoysales de Dorasamudra i el kakatiyes de Warangal; la dinastia fou finalment enderrocada per la invasió musulmana de Malik Kafur el 1310 i es va dividir en diverses branques d'importància només local, que van esdevenir vassalles de Vijayanagar durant el segle xiv.

## Llista de reis
Llista dels reis Chola durant l'apogeu de la dinastia Chola, del segle ix fins al final de la dinastia:
- Vijayalaya vers 846-871
- Aditya I vers 871-907
- Parantaka 907-947
- Rajaditya I 947-949
- Gandaraditya 949-956
- Arinjaya 956
- Parantaka II 956
- Aditya II (Sundara) 956-969
- Madhurantaka Uttama 969-985
- Rajaraja I Deva (el Gran) 985-1014
- Rajendra I Chola 1014-1044
- Rajadhiraja I 1044-1054
- Rajendra II Deva 1054-1063
- Ramamahendra 1060-1063
- Virarajendra 1063-1070
- Athirajendra 1067-1070
- Kulottunga I 1064-1113
- Rajendra III 1070-1122
- Vikrama Chola 1122-1135
- Kulottunga II Chola 1135-1150
- Rajaraja II 1150-1173
- Rajadhiraja II 1173-1178
- Kulottunga III 1179-1218
- Rajaraja III 1218-1256
- Rajendra IV 1246-1279